# 19e étape du Tour d'Espagne 2006
Pour un article plus général, voir Tour d'Espagne 2006.
La 19e étape du Tour d'Espagne 2006 a eu lieu le 15 septembre 2006 entre la ville de Jaén et celle de Ciudad Real sur une distance de 205 km. Elle a été remportée par l'Espagnol José Luis Arrieta (AG2R Prévoyance) qui s'impose devant le Kazakh Dmitriy Fofonov (Crédit agricole) et le Suisse David Loosli (Lampre-Fondital). Alexandre Vinokourov (Astana) conserve le maillot doré de leader du classement général à l'issue de l'étape.

## Profil et parcours
Le parcours de cette antépénultième étape est assez montagneux, même si les 40 derniers kilomètres qui mènent à Ciudad Real sont relativement plats. Ainsi, trois difficultés sont répertoriées au classement de la montagne :
- Alto del Parque Natural de Andujar, 2e catégorie (75 km)
- Alto de Sierra Madrona, 3e catégorie (102,6 km)
- Alto del Tamaral, 3e catégorie (117 km)

## Déroulement

### Récit
L'échappée du jour comportait une dizaine de coureurs. Celle-ci comptait une quinzaine de minutes d'avance sur le peloton à l'approche de la ligne d'arrivée. Après plusieurs attaques de Bak dans les derniers kilomètres, c'est Arrieta qui le coiffe au sprint, tout comme Fofonov et Loosli.

### Points distribués
| Premier   | Lars Ytting Bak Danemark           | 4 pts |
| Second    | José Vicente García Acosta Espagne | 2 pts |
| Troisième | José Luis Arrieta Espagne          | 1 pt  |

| Premier   | Dmitriy Fofonov Kazakhstan | 4 pts |
| Second    | Vladimir Gusev Russie      | 2 pts |
| Troisième | Lars Ytting Bak Danemark   | 1 pt  |

| Premier   | David Loosli Suisse                | 10 pts |
| Second    | José Luis Arrieta Espagne          | 7 pts  |
| Troisième | Lars Ytting Bak Danemark           | 5 pts  |
| Quatrième | Aketza Peña Espagne                | 3 pts  |
| Cinquième | Vladimir Gusev Russie              | 2 pts  |
| Sixième   | José Vicente García Acosta Espagne | 1 pts  |

| Premier   | Pieter Mertens Belgique   | 6 pts |
| Second    | Jean-Patrick Nazon France | 4 pts |
| Troisième | David Loosli Suisse       | 2 pts |
| Quatrième | José Luis Arrieta Espagne | 1 pts |

| Premier   | Pieter Mertens Belgique    | 6 pts |
| Second    | Dmitriy Fofonov Kazakhstan | 4 pts |
| Troisième | Aketza Peña Espagne        | 2 pts |
| Quatrième | Lars Ytting Bak Danemark   | 1 pts |

## Classement de l'étape
| \| Classement de l'étape \| Classement de l'étape \| Classement de l'étape \| Classement de l'étape \| Classement de l'étape \| \| Coureur \| Coureur \| Pays \| Équipe \| Temps \| \| --------------------- \| -------------------------- \| --------------------- \| ------------------------------ \| --------------------- \| \| 1er \| José Luis Arrieta \| Espagne \| AG2R Prévoyance \| 5 h 30 min 14 s \| \| 2e \| Dmitriy Fofonov \| Kazakhstan \| Crédit Agricole \| + 0 s \| \| 3e \| David Loosli \| Suisse \| Lampre-Fondital \| + 2 s \| \| 4e \| Lars Bak \| Danemark \| CSC \| + 9 s \| \| 5e \| Vladimir Gusev \| Russie \| Discovery Channel \| + 30 s \| \| 6e \| Pieter Mertens \| Belgique \| Davitamon-Lotto \| + 30 s \| \| 7e \| José Vicente García Acosta \| Espagne \| Caisse d'Épargne-Illes Balears \| + 30 s \| \| 8e \| Aketza Peña \| Espagne \| Euskaltel-Euskadi \| + 30 s \| \| 9e \| Aurélien Clerc \| Suisse \| Phonak Hearing Systems \| + 11 min 16 s \| \| 10e \| Thor Hushovd \| Norvège \| Crédit Agricole \| + 11 min 16 s \| |                            |            |                                |                 |
| |                            |            |                                |                 |
| |                            |            |                                |                 |
| Classement de l'étape |                            |            |                                |                 |
| Coureur | Coureur                    | Pays       | Équipe                         | Temps           |
| 1er | José Luis Arrieta          | Espagne    | AG2R Prévoyance                | 5 h 30 min 14 s |
| 2e | Dmitriy Fofonov            | Kazakhstan | Crédit Agricole                | + 0 s           |
| 3e | David Loosli               | Suisse     | Lampre-Fondital                | + 2 s           |
| 4e | Lars Bak                   | Danemark   | CSC                            | + 9 s           |
| 5e | Vladimir Gusev             | Russie     | Discovery Channel              | + 30 s          |
| 6e | Pieter Mertens             | Belgique   | Davitamon-Lotto                | + 30 s          |
| 7e | José Vicente García Acosta | Espagne    | Caisse d'Épargne-Illes Balears | + 30 s          |
| 8e | Aketza Peña                | Espagne    | Euskaltel-Euskadi              | + 30 s          |
| 9e | Aurélien Clerc             | Suisse     | Phonak Hearing Systems         | + 11 min 16 s   |
| 10e | Thor Hushovd               | Norvège    | Crédit Agricole                | + 11 min 16 s   |

## Classement général
Après cette étape de transition, le Kazakh Alexandre Vinokourov (Astana) conserve son maillot de leader du classement général. Il devance toujours l'Espagnol Alejandro Valverde (Caisse d'Épargne-Illes Balears) de 53 secondes. Son coéquipier et compatriote Andrey Kashechkin conserve sa troisième place devant Carlos Sastre (CSC).
| \| Classement général \| Classement général \| Classement général \| Classement général \| Classement général \| \| Coureur \| Coureur \| Pays \| Équipe \| Temps \| \| ------------------ \| -------------------------- \| ------------------ \| ------------------------------- \| ------------------ \| \| 1er \| Alexandre Vinokourov \| Kazakhstan \| Astana \| 71 h 27 min 08 s \| \| 2e \| Alejandro Valverde \| Espagne \| Caisse d'Épargne-Illes Balears \| + 53 s \| \| 3e \| Andrey Kashechkin \| Kazakhstan \| Astana \| + 2 min 06 s \| \| 4e \| Carlos Sastre \| Espagne \| CSC \| + 2 min 51 s \| \| 5e \| José Ángel Gómez Marchante \| Espagne \| Saunier Duval-Prodir \| + 5 min 06 s \| \| 6e \| Tom Danielson \| États-Unis \| Discovery Channel \| + 7 min 05 s \| \| 7e \| Samuel Sánchez \| Espagne \| Euskaltel-Euskadi \| + 8 min 23 s \| \| 8e \| Manuel Beltrán \| Espagne \| Discovery Channel \| + 8 min 28 s \| \| 9e \| Luis Pérez Rodríguez \| Espagne \| Cofidis-Le Crédit par Téléphone \| + 10 min 04 s \| \| 10e \| Vladimir Karpets \| Russie \| Caisse d'Épargne-Illes Balears \| + 10 min 06 s \| |                            |            |                                 |                  |
| |                            |            |                                 |                  |
| |                            |            |                                 |                  |
| Classement général |                            |            |                                 |                  |
| Coureur | Coureur                    | Pays       | Équipe                          | Temps            |
| 1er | Alexandre Vinokourov       | Kazakhstan | Astana                          | 71 h 27 min 08 s |
| 2e | Alejandro Valverde         | Espagne    | Caisse d'Épargne-Illes Balears  | + 53 s           |
| 3e | Andrey Kashechkin          | Kazakhstan | Astana                          | + 2 min 06 s     |
| 4e | Carlos Sastre              | Espagne    | CSC                             | + 2 min 51 s     |
| 5e | José Ángel Gómez Marchante | Espagne    | Saunier Duval-Prodir            | + 5 min 06 s     |
| 6e | Tom Danielson              | États-Unis | Discovery Channel               | + 7 min 05 s     |
| 7e | Samuel Sánchez             | Espagne    | Euskaltel-Euskadi               | + 8 min 23 s     |
| 8e | Manuel Beltrán             | Espagne    | Discovery Channel               | + 8 min 28 s     |
| 9e | Luis Pérez Rodríguez       | Espagne    | Cofidis-Le Crédit par Téléphone | + 10 min 04 s    |
| 10e | Vladimir Karpets           | Russie     | Caisse d'Épargne-Illes Balears  | + 10 min 06 s    |

Tom Danielson, a été déclassé par l'UCI en 2012.

## Classements annexes
| Classement par points | Classement par points | Classement par points | Classement par points          | Classement par points |
| Coureur               | Coureur               | Pays                  | Équipe                         | Points                |
| --------------------- | --------------------- | --------------------- | ------------------------------ | --------------------- |
| 1er                   | Thor Hushovd          | Norvège               | Crédit Agricole                | 175 pts               |
| 2e                    | Alexandre Vinokourov  | Kazakhstan            | Astana                         | 138 pts               |
| 3e                    | Alejandro Valverde    | Espagne               | Caisse d'Épargne-Illes Balears | 131 pts               |
| 4e                    | Andrey Kashechkin     | Kazakhstan            | Astana                         | 92 pts                |
| 5e                    | Francisco Ventoso     | Espagne               | Saunier Duval-Prodir           | 89 pts                |

| Classement par points | Classement par points | Classement par points | Classement par points          | Classement par points |
| Coureur               | Coureur               | Pays                  | Équipe                         | Points                |
| --------------------- | --------------------- | --------------------- | ------------------------------ | --------------------- |
| 1er                   | Thor Hushovd          | Norvège               | Crédit Agricole                | 175 pts               |
| 2e                    | Alexandre Vinokourov  | Kazakhstan            | Astana                         | 138 pts               |
| 3e                    | Alejandro Valverde    | Espagne               | Caisse d'Épargne-Illes Balears | 131 pts               |
| 4e                    | Andrey Kashechkin     | Kazakhstan            | Astana                         | 92 pts                |
| 5e                    | Francisco Ventoso     | Espagne               | Saunier Duval-Prodir           | 89 pts                |

| Classement de la montagne | Classement de la montagne | Classement de la montagne | Classement de la montagne      | Classement de la montagne |
| Coureur                   | Coureur                   | Pays                      | Équipe                         | Points                    |
| ------------------------- | ------------------------- | ------------------------- | ------------------------------ | ------------------------- |
| 1er                       | Egoi Martínez             | Espagne                   | Discovery Channel              | 129 pts                   |
| 2e                        | Pietro Caucchioli         | Italie                    | Crédit Agricole                | 117 pts                   |
| 3e                        | Alejandro Valverde        | Espagne                   | Caisse d'Épargne-Illes Balears | 98 pts                    |
| 4e                        | Andrey Kashechkin         | Kazakhstan                | Astana                         | 84 pts                    |
| 5e                        | Alexandre Vinokourov      | Kazakhstan                | Astana                         | 82 pts                    |

| Classement de la montagne | Classement de la montagne | Classement de la montagne | Classement de la montagne      | Classement de la montagne |
| Coureur                   | Coureur                   | Pays                      | Équipe                         | Points                    |
| ------------------------- | ------------------------- | ------------------------- | ------------------------------ | ------------------------- |
| 1er                       | Egoi Martínez             | Espagne                   | Discovery Channel              | 129 pts                   |
| 2e                        | Pietro Caucchioli         | Italie                    | Crédit Agricole                | 117 pts                   |
| 3e                        | Alejandro Valverde        | Espagne                   | Caisse d'Épargne-Illes Balears | 98 pts                    |
| 4e                        | Andrey Kashechkin         | Kazakhstan                | Astana                         | 84 pts                    |
| 5e                        | Alexandre Vinokourov      | Kazakhstan                | Astana                         | 82 pts                    |

| Classement du combiné | Classement du combiné      | Classement du combiné | Classement du combiné          | Classement du combiné |
| Coureur               | Coureur                    | Pays                  | Équipe                         | Points                |
| --------------------- | -------------------------- | --------------------- | ------------------------------ | --------------------- |
| 1er                   | Alexandre Vinokourov       | Kazakhstan            | Astana                         | 8 pts                 |
| 2e                    | Alejandro Valverde         | Espagne               | Caisse d'Épargne-Illes Balears | 8 pts                 |
| 3e                    | Andrey Kashechkin          | Kazakhstan            | Astana                         | 11 pts                |
| 4e                    | Carlos Sastre              | Espagne               | CSC                            | 18 pts                |
| 5e                    | José Ángel Gómez Marchante | Espagne               | Saunier Duval-Prodir           | 24 pts                |

| Classement du combiné | Classement du combiné      | Classement du combiné | Classement du combiné          | Classement du combiné |
| Coureur               | Coureur                    | Pays                  | Équipe                         | Points                |
| --------------------- | -------------------------- | --------------------- | ------------------------------ | --------------------- |
| 1er                   | Alexandre Vinokourov       | Kazakhstan            | Astana                         | 8 pts                 |
| 2e                    | Alejandro Valverde         | Espagne               | Caisse d'Épargne-Illes Balears | 8 pts                 |
| 3e                    | Andrey Kashechkin          | Kazakhstan            | Astana                         | 11 pts                |
| 4e                    | Carlos Sastre              | Espagne               | CSC                            | 18 pts                |
| 5e                    | José Ángel Gómez Marchante | Espagne               | Saunier Duval-Prodir           | 24 pts                |

| Classement par équipes | Classement par équipes         | Classement par équipes | Classement par équipes |
| Équipe                 | Équipe                         | Pays                   | Temps                  |
| ---------------------- | ------------------------------ | ---------------------- | ---------------------- |
| 1re                    | Discovery Channel              | États-Unis             | 230 h 49 min 37 s      |
| 2e                     | Caisse d'Épargne-Illes Balears | Espagne                | + 15 min 44 s          |
| 3e                     | Astana                         | Espagne                | + 26 min 07 s          |
| 4e                     | Euskaltel-Euskadi              | Espagne                | + 30 min 01 s          |
| 5e                     | CSC                            | Danemark               | + 53 min 38 s          |

| Classement par équipes | Classement par équipes         | Classement par équipes | Classement par équipes |
| Équipe                 | Équipe                         | Pays                   | Temps                  |
| ---------------------- | ------------------------------ | ---------------------- | ---------------------- |
| 1re                    | Discovery Channel              | États-Unis             | 230 h 49 min 37 s      |
| 2e                     | Caisse d'Épargne-Illes Balears | Espagne                | + 15 min 44 s          |
| 3e                     | Astana                         | Espagne                | + 26 min 07 s          |
| 4e                     | Euskaltel-Euskadi              | Espagne                | + 30 min 01 s          |
| 5e                     | CSC                            | Danemark               | + 53 min 38 s          |